# Manasz (filozófia)
A manasz (dévanágari: मनस्) az értelem, a gondolat, a felfogás, az érzékelés és az akarat koordináló szerveként felfogott elme a szanszkrit irodalomban. 

## A hinduizmusban
A védikus időkben az egyéni lelket és a beszéd (vács) alapját jelentette. Az upanisadok korában különbözőképp értelmezték: időnként a beszéddel és a lélegzettel kapcsolták össze, máskor az érzékszervek és az önvaló (átman) között közvetítő tényezőként fogták fel. 
A darsanákban a manasz különleges, kiegészítő érzékszervként jelenik meg, amelynek segítségével az érzékletek és a gondolatok eljutnak az átmanig. A szánkhja bölcseletben a manasz princípiuma (tattvája) az értelemmel (buddhi) és az egóval (ahankára) együtt hármas "belső szervet" (antakharana) alkot. 

## A buddhizmusban
A buddhista pszichológia szerint a manasz az elme racionális képessége. A páli kánon szerint ugyanazt jelenti, mint a csitta és a vidnyána.  